# Mon fils ma bataille
Singles de Daniel Balavoine
Tu me plais beaucoup
(1979) Lipstick Polychrome
(1980)
Pistes de Un autre monde
10 000 mètres
Mon fils ma bataille est une chanson écrite, composée et interprétée par Daniel Balavoine pour l'album Un autre monde en 1980, dont il est premier extrait à paraître en single, avec Détournement en face B.
Cette chanson qui parle d'un divorce douloureux et de la lutte d'un père pour conserver la garde de son enfant, a été inspirée par le divorce de ses parents, par celui de son guitariste Colin Swinburne mais aussi par le film Kramer contre Kramer, avec Meryl Streep et Dustin Hoffman, sorti en février 1980, traitant du même sujet.
La chanson rencontre un énorme succès commercial, atteignant la quatrième place du hit-parade en France et s'écoulant à plus de 500 000 exemplaires.

## Classements hebdomadaires
| Classement (1980-81) | Meilleure place |
| -------------------- | --------------- |
| France (IFOP)        | 4               |
| Europe (Europarade)  | 24              |

| Classement (1982) | Meilleure place |
| ----------------- | --------------- |
| Québec (ADISQ)    | 16              |

| Classement (2011)                          | Meilleure place |
| ------------------------------------------ | --------------- |
| Belgique (Wallonie Back Catalogue Singles) | 2               |

| Classement (2016) | Meilleure place |
| ----------------- | --------------- |
| France (SNEP)     | 82              |